# Масаліт (мова)
Масаліт — мова, що належить до ніло-сахарської макросім'ї, мабанської сім'ї. Поширена в Судані (штати Західний Дарфур і Південний Дарфур) та Чаді (регіони Ваддай і Сіла). Мовою масаліт виходять радіопередачі. Отримала свою назву на честь однойменного етносу.

## Писемність
Мова масаліт користується латинським алфавітом.
| A a | Â â | B b | C c  | Ch ch | D d | E e | Ê ê | F f | G g | H h | I i |
| --- | --- | --- | ---- | ----- | --- | --- | --- | --- | --- | --- | --- |
| /a/ | /ʌ/ | /b/ | /t͡ʃ/ | /ʃ/   | /d/ | /ɛ/ | /e/ | /f/ | /ɡ/ | /h/ | /ɪ/ |

| Î î | J j  | K k | L l | M m | Mb mb | N n | Nd nd | Nj nj | N̰ n̰ |
| --- | ---- | --- | --- | --- | ----- | --- | ----- | ----- | --- |
| /i/ | /d͡ʒ/ | /k/ | /l/ | /m/ | /mb/  | /n/ | /nd/  | /nd͡ʒ/ | /ɲ/ |

| Ŋ ŋ | Ŋg ŋg | O o | Ô ô | P p | S s | T t | U u | Û û | W w | Y y | Z z |
| --- | ----- | --- | --- | --- | --- | --- | --- | --- | --- | --- | --- |
| /ŋ/ | /ŋg/  | /ɔ/ | /o/ | /p/ | /s/ | /t/ | /ʊ/ | /u/ | /w/ | /j/ | /z/ |

- Довгі голосні передаються подвоєнням букв для голосних. Довгота позначається лише в двох випадках — при передачі множини і для уточнення значення слова. Наприклад: dee (корови), ûsee (боби); kaara (ліжко), maama (заєць)[6].
- Подвоєння приголосних позначається написанням двох букв для приголосних. Наприклад: kalla [kalːa] (добрий), lirra [lɪrːa] (важкий)[7].
- Тони на письмі не передаються[6].
- Для мови масаліт характериний сингармонізм, тобто в одному слові може зустрічатися або тільки перша група голосних ([ʌ], [e], [o], [u], [i]), або тільки друга ([a], [ɛ], [ɔ], [ʊ], [ɪ]). Тому якщо у слові наявні тільки голосні [ʌ], [e], [o], [u], [i], то на письмі це передається написанням циркумфлекса (ˆ) тільки над першою буквою для голосного. Наприклад: kima [kɪma] (дитина), gendegu [gɛndɛgʊ] (вчора), kirima [kɪrɪma] (солодкий), kîrima [kirimʌ] (холод), ûse [use] (біб), mûco [mut͡ʃo] (жінка)[7].

## Додаткові джерела і посилання
- Сайт з книгами мовою масаліт (латиське письмо). [Архівовано 10 травня 2017 у Wayback Machine.]
- Ibrahim Yaya Abdarahman. «Kanaa gurii ka Masaraa nîŋa». — Книга про історію народу масаліт, написана мовою масаліт (латинське письмо).
- «Kitab jogorofiya hâbutoo dîniya taŋ nûreg». — Книга про географію, написана мовою масаліт (латинське письмо).